# رینگ وودیت
رینگ وودیت یک فاز پرفشار از Mg 2 SiO 4 (سیلیکات منیزیم) است که در دماها و فشارهای بالای گوشته زمین بین ۵۲۵ و ۶۶۰ کیلومتر (۳۲۶ و ۴۱۰ مایل) تشکیل شده است. عمق همچنین ممکن است حاوی آهن و هیدروژن باشد. این پلی مورف با فاز الیوین فوستریت (یک سیلیکات آهن منیزیم) است.
رینگوودیت یک حالت (فاز) فشار بالا از سیلیکات منیزیم (Mg₂SiO₄) است که در دما و فشار بالا در گوشته زمین بین عمق‌های ۵۲۵ تا ۶۶۰ کیلومتری (۳۲۶ تا ۴۱۰ مایلی) سطح زمین تشکیل می‌شود. این ماده ممکن است حاوی آهن و هیدروژن نیز باشد. رینگ وودیت یک پلی‌مورف از فورستریت محسوب می‌شود که یک سیلیکات آهن-منیزیم در فاز الیوین است.
رینگوودیت به دلیل داشتن یون هیدروکسید در ساختار خود قابل توجه است. در این ساختار، معمولاً دو یون هیدروکسید جایگزین یک یون منیزیم و دو یون اکسید می‌شوند.
ترکیب این ویژگی با شواهدی که از وجود رینگ وودیت در اعماق گوشته زمین به دست آمده است، نشان می‌دهد که در منطقه گذار گوشته (در عمق ۴۱۰ تا ۶۶۰ کیلومتری) مقداری از آب معادل یک تا سه برابر کل آب اقیانوس‌های زمین وجود دارد.
این کانی برای نخستین بار در شهاب‌سنگ تنهام (Tenham) در سال ۱۹۶۹ شناسایی شد و گمان می‌رود که در مقادیر زیادی در گوشته زمین وجود داشته باشد.
الیوین، وادسلییت و رینگ وودیت از جمله پلی‌مورف‌هایی هستند که در گوشته بالایی زمین یافت می‌شوند. در عمق بیش از ۶۶۰ کیلومتر (۴۱۰ مایل)، سایر کانی‌ها، از جمله برخی با ساختار پروسکایت، پایدارتر هستند. ویژگی‌های این کانی‌ها بسیاری از خصوصیات گوشته را تعیین می‌کنند.
رینگوودیت به افتخار زمین‌شناس استرالیایی، تد رینگوود (۱۹۳۰–۱۹۹۳)، نام‌گذاری شده است. او گذارهای فازی پلی‌مورفی را در کانی‌های رایج گوشته، مانند الیوین و پیروکسن، در فشارهایی معادل عمق حدود ۶۰۰ کیلومتری زمین مطالعه کرده بود.

## مشخصات
رینگوودیت یک پلی‌مورف از فورستریت (Mg₂SiO₄) است و دارای ساختار اسپینل می‌باشد. کانی‌های گروه اسپینل در سیستم بلوری ایزومتریک با شکل هشت‌وجهی متبلور می‌شوند.
الیوین رایج‌ترین کانی در گوشته بالایی زمین است و در عمق کمتر از ۴۱۰ کیلومتر (۲۵۰ مایل) به‌وفور یافت می‌شود. با این حال، پلی‌مورف‌های الیوین، شامل وادسلییت و رینگوودیت، احتمالاً کانی‌های غالب در منطقه گذار گوشته (منطقه‌ای بین ۴۱۰ تا ۶۶۰ کیلومتری عمق زمین) هستند.

### ویژگی‌های فیزیکی و شیمیایی رینگوودیت
رینگوودیت به‌عنوان فاز کانیایی غالب در بخش پایینی منطقه گذار گوشته شناخته می‌شود. ویژگی‌های فیزیکی و شیمیایی این کانی نقش مهمی در مشخصات گوشته در این عمق دارند. محدوده فشار پایداری رینگوودیت در حدود ۱۸ تا ۲۳ گیگاپاسکال تخمین زده می‌شود.

### وجود رینگوودیت در طبیعت
رینگوودیت طبیعی در بسیاری از شهاب‌سنگ‌های کندریتی که دچار شوک شده‌اند یافت شده است. در این موارد، رینگوودیت به‌صورت تجمعات چندبلوری با دانه‌های ریز دیده می‌شود.
به‌طور کلی، رینگوودیت طبیعی حاوی مقدار بیشتری منیزیم نسبت به آهن است و می‌تواند یک سری محلول جامد کامل از ترکیب کاملاً منیزیم‌دار تا ترکیب کاملاً آهن‌دار تشکیل دهد. ترکیب غنی از آهن این سری محلول جامد الیوین-γ (γ-Fe₂SiO₄) به نام آهرنسیت شناخته می‌شود که به افتخار فیزیک‌دان معدنی آمریکایی، توماس جی. آهرنس (۱۹۳۶–۲۰۱۰) نام‌گذاری شده است.

## پراکندگی زمین‌شناسی
در شهاب‌سنگ‌ها، رینگوودیت در رگه‌های ناشی از مذاب شوکی سریعاً منجمد شده دیده می‌شود که ماتریکس شهاب‌سنگ را قطع کرده و جایگزین الیوین شده است. احتمالاً این کانی در اثر دگرگونی ناشی از شوک برخوردی ایجاد شده است.
در اعماق زمین، الیوین در گوشته بالایی در عمق کمتر از ۴۱۰ کیلومتر وجود دارد، در حالی که رینگوودیت در منطقه گذار گوشته بین ۵۲۰ تا ۶۶۰ کیلومتر عمق تخمین زده می‌شود. ناپیوستگی‌های لرزه‌ای در حدود ۴۱۰ کیلومتر، ۵۲۰ کیلومتر، و ۶۶۰ کیلومتر عمق به تغییرات فازی الیوین و پلی‌مورف‌های آن نسبت داده شده‌اند.
گذارهای فازی در اعماق گوشته به صورت ناپیوستگی در عمق ۵۲۰ کیلومتری زمین، احتمالاً به دلیل تبدیل وادسلییت (فاز بتا) به رینگوودیت (فاز گاما) رخ می‌دهد. هم چنین ناپیوستگی‌ها در عمق ۶۶۰ کیلومتری، به تبدیل رینگوودیت (فاز گاما) به پروسکایت سیلیکاتی به‌علاوه مگنزیووستیت نسبت داده می‌شود.
رینگوودیت در نیمه پایینی منطقه گذار گوشته، نقشی اساسی در دینامیک گوشته دارد. ویژگی‌های پلاستیکی این کانی به‌شدت بر جریان مواد در این بخش از گوشته تأثیر می‌گذارد. توانایی رینگوودیت در جذب یون‌های هیدروکسید اهمیت زیادی دارد زیرا بر ویژگی‌های رئولوژیکی گوشته اثر می‌گذارد. رینگوودیت در شرایطی مشابه با منطقه گذار گوشته سنتز شده است و می‌تواند تا ۲٫۶ درصد وزنی آب را در خود نگه دارد.
از آنجا که منطقه گذار بین گوشته بالایی و پایینی بر مقیاس انتقال جرم و حرارت در سراسر زمین تأثیرگذار است، وجود آب در این منطقه (چه به‌صورت محلی و چه در مقیاس جهانی) می‌تواند ویژگی‌های رئولوژیکی گوشته و در نتیجه گردش مواد در آن را تغییر دهد. در مناطق فرورانش، منطقه پایداری رینگوودیت میزبان سطوح بالایی از فعالیت‌های لرزه‌ای است.
یک الماس که از اعماق زیاد در Juína، واقع در غرب برزیل کشف شد که حاوی رینگوودیت بود. این اولین نمونه طبیعی شناخته‌شده با منشأ زمینی بود که شواهدی از مقادیر قابل توجهی آب به‌صورت یون‌های هیدروکسید در گوشته زمین ارائه کرد.
این الماس حدود ۵ میلی‌متر طول داشت و توسط فوران دیاترمی به سطح زمین آورده شده است. محتوای رینگوودیت داخل این الماس بسیار کوچک است و با چشم غیرمسلح دیده نمی‌شود. بعداً دومین الماس مشابه نیز کشف شد.